# Dell OptiPlex

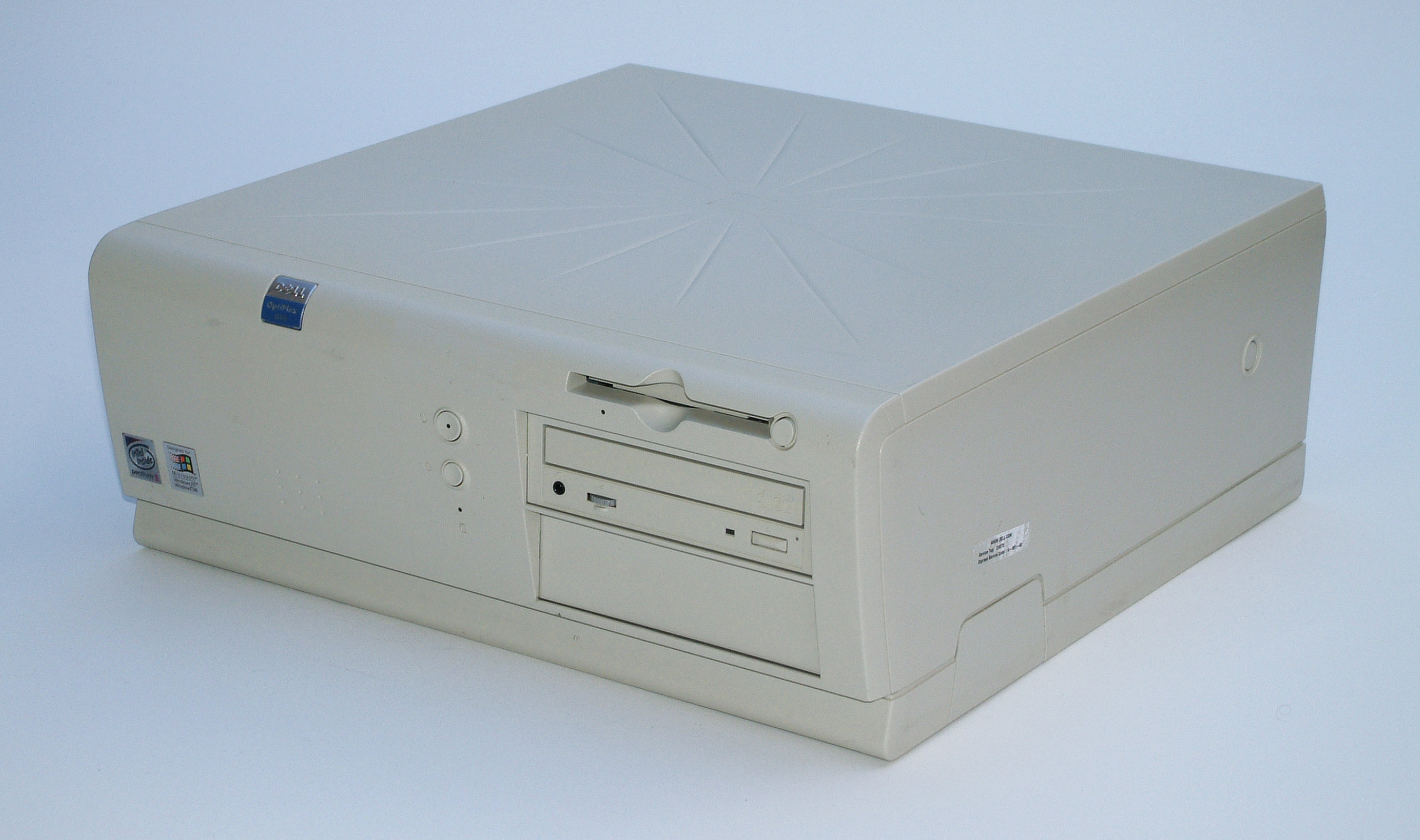
Komputer OptiPlex GX1 z roku 1999

Dell OptiPlex – seria biznesowych urządzeń marki Dell: komputerów stacjonarnych, monitorów i urządzeń All-In-One. Nazwa OptiPlex to kontaminacja słów z języka angielskiego: „optimal” i „-plex”.

## Historia
Premiera serii OptiPlex miała miejsce w 1993 roku, była odpowiedzą na stratę odnotowaną przez Dell Computer Corporation w latach poprzednich. Nowa linia komputerów stacjonarnych była próbą przywrócenia przedsiębiorstwu rentowności zakończoną sukcesem. Jej segmentem docelowym byli klienci korporacyjni, wymagający bardziej zaawansowanego urządzenia i większej wydajności niż klienci indywidualni.
Ceny pierwszych produktów OptiPlex MX zaczynały się od 1399 USD i oferowały gniazda rozszerzeń płyty głównej, dzięki czemu możliwe było dokonywanie aktualizacji i diagnostyki, co przyspieszało proces naprawy.

## Rodzaje komputerów
Komputery stacjonarne z serii Optiplex różnią się ze względu na rodzaj obudowy. Obecnie należą do nich:
- Obudowa typu Tower[4]
- Obudowa Small Form Factor (SFF)[5]
- Obudowa typu Micro[6]
- All-In-One[7]

W pierwszej dekadzie po premierze dostępne były także modele Small Desktop (SD) i Small Mini Tower (SMT).